# Steinsorg
Steinsorg (oberfränkisch: Schdah-sorch bzw. Haihaus) ist ein Gemeindeteil des Marktes Mainleus im Landkreis Kulmbach (Oberfranken, Bayern). Steinsorg liegt in der Gemarkung Buchau.

## Geografie
Bei der Einöde fließen der Dörflesbach und der Lopper Bach zum Motschenbach zusammen. Die Kreisstraße KU 6 führt zur Kreisstraße KU 4 bei Buchau (0,8 km südwestlich) bzw. nach Wüstenbuchau (0,6 km östlich).

## Geschichte
Steinsorg gehörte zur Realgemeinde Buchau. Gegen Ende des 18. Jahrhunderts bestand Steinsorg aus einem Anwesen. Das Hochgericht übte das bambergische Centamt Weismain aus. Das Giech’sche Amt Buchau war Grundherr der Sölde.
1803 wurde das Anwesen „Sorg“ genannt, 1812 „Steinsorg“. Das Grundwort Sorg leitet sich von „zarge“ ab (mhd. für Seiteneinfassung, Rand, Saum, Grenze). Tatsächlich befand sich östlich des Ortes die Fraischgrenze des Hochstifts Bamberg zur Herrschaft Thurnau.
Mit dem Gemeindeedikt wurde Steinsorg dem 1811 gebildeten Steuerdistrikt Buchau und der 1818 gebildeten gleichnamigen Ruralgemeinde zugewiesen. Am 1. Januar 1972 wurde die Gemeinde Buchau im Zuge der Gebietsreform in Bayern in den Markt Mainleus eingegliedert.

### Einwohnerentwicklung
| Jahr      | 001818 | 001861 | 001871 | 001885 | 001900 | 001925 | 001950 | 001961 | 001970 | 001987 |
| Einwohner | 4      | *      | 5      | 6      | 3      | 2      | 10     | 3      | 12     | 9      |
| Häuser    | 1      |        |        | 1      | 1      | 1      | 1      | 1      |        | 2      |
| Quelle    | [ 8 ]  | [ 11 ] | [ 12 ] | [ 13 ] | [ 14 ] | [ 15 ] | [ 16 ] | [ 17 ] | [ 18 ] | [ 1 ]  |

## Religion
Steinsorg ist evangelisch-lutherisch geprägt und nach St. Michael (Buchau) gepfarrt.